# Poul Mathias Bildsøe
Poul Mathias Bildsøe (15. februar 1710 i Kettinge – 27. juli 1777) var en dansk biskop. 
Han blev født i Kettinge på Lolland, hvor hans far, Laurids Bildsøe, var præst. Hans mor, Anna Sophie (født Lund), var en præstedatter fra Falster. I 1726 blev han student, og da han i 1730 havde bestået sin teologiske embedseksamen (daværende attestats), blev han, trods sin lave alder, rektor i Svendborg. 
I 1736 blev han sognepræst i Torkilstrup og Lillebrænde på Falster, men allerede to år efter blev han forflyttet til København. Der havde han sit virke som sognepræst igennem 26 år ved fire forskellige kirker:
- Garnisons Kirke ved Sankt Annæ Plads indtil 1754
- Helligåndskirken ved Amagertorv indtil 1757
- Sankt Nicolai Kirke (i dag Nikolaj Kunsthal) på Nikolaj Plads indtil 1759
- Holmens Kirke ved Holmens Kanal indtil 1764

I 1752 fik han tildelt en teologiske doktorgrad for en afhandling om Brevet til Philemon, og i 1764 blev han udnævnt til biskop over Aarhus Stift; et embede han beholdt indtil sin død den 27. juli 1777. 
Foruden nogle mindre eksegetiske fortolkninger har han kun udgivet enkelte prædikener, men flere af hans prædiken-dispositioner blev trykt i den københavnske Adresseavis.
Poul Matthias Bildsø var i løbet af sit liv gift fire gange:
1. I 1737 med Marie Christiane Ernst (død 1738), datter af en købmand og rådmand i Svendborg
2. I 1739 med Anne Marie Fjeldsted (død 1756), datter af justitsråd og stadshauptmand Michael Fjeldsted i København
3. I 1757 med Elisabeth Sophie Hagerup (død 1773), datter af biskop Eiler Hagerup den ældre i Trondhjem
4. I 1775 med Sophie Elisabeth Nørkencrone, datter af generalmajor Christian Nørckencrone